# Lunca, Bistrița-Năsăud
Lunca, mai demult Friș, Frișu (în dialectul săsesc Freissenderf, Fraissenderf, în germană Freißendorf, Freissendorf, în maghiară Friss) este un sat în comuna Șieuț din județul Bistrița-Năsăud, Transilvania, România.

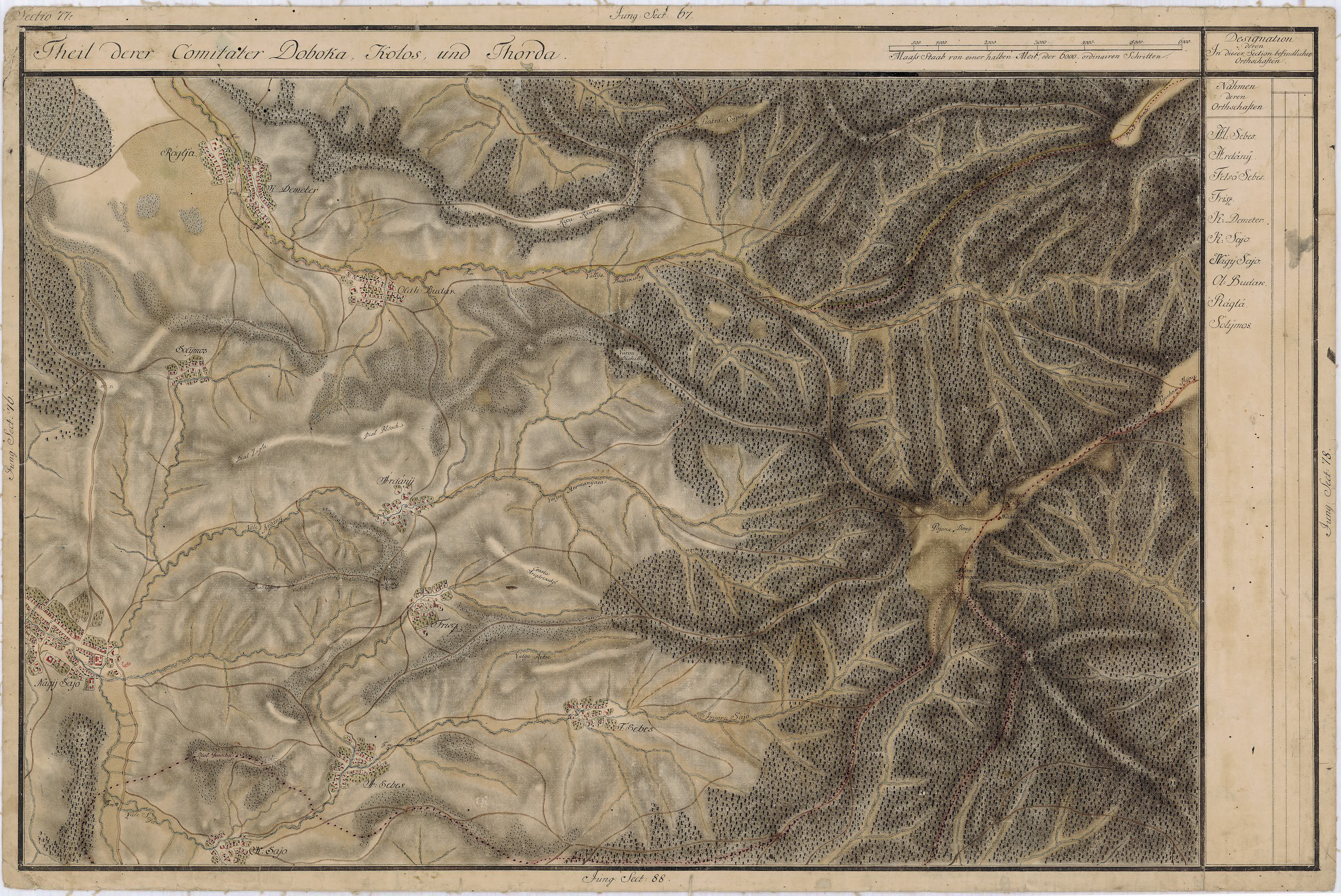
Lunca în Harta Iosefină a Transilvaniei, 1769-73

## Istoric
Satul este atestat documentar inca din secolul XIV, ca făcând parte din domeniul unui conte maghiar din Șieu.